# مقبرة أمنمحات

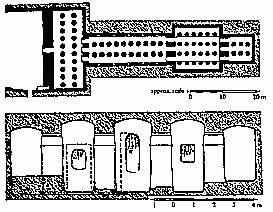
خطة وقسم من مقبرة أمنمحات (TT48)، الأكثر رسوخا في طيبة الغربية.

مقبرة أمنمحات، تحمل الرمز العلمي (TT48). هي مكان دفن رئيس الضيافة عند الملك والمشرف على ماشية آمون، يدعى أمنمحات. تقع مقبرة أمنمحات في طيبة، شرم الخوخة، على الضفة الغربية لنهر النيل، مقابل الأقصر. وذلك في وقت أمنحتب الثالث من منتصف الأسرة الثامنة عشرة من مصر. وكان ابن إيث، الذي كان ايضاً أحد المشرفين على ماشية آمون زوجته السيدة موت-توي.